# Wasserpendel
Ein Wasserpendel, auch bekannt als schwingende Wassersäule, ist im Allgemeinen ein U-Rohr, in dem eine dazu vorher ausgelenkte Wassersäule schwingt. In der Physik kann man den Änderungsverlauf der Wassersäulenhöhe als harmonische Schwingung idealisieren.

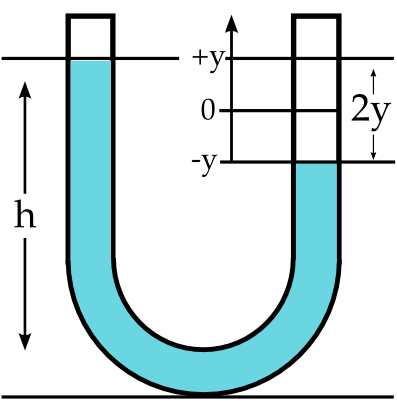
U-Rohr mit ausgelenkter Wassersäule

Die rücktreibende Kraft eines Wasserpendels ist die Gewichtskraft
{\displaystyle F(t)=-m\cdot g}
der überstehenden Wassersäule.
Dabei gilt:
| {\displaystyle y}                          | Auslenkung, also die halbe Höhe der überstehenden Wassersäule |
| {\displaystyle m=2yA\rho }                 | Masse der überstehenden Wassersäule                           |
| {\displaystyle m_{\mathrm {ges} }=A\rho l} | Masse der gesamten Wassersäule mit Länge {\displaystyle l}    |
| {\displaystyle A=\pi r^{2}}                | Querschnittsfläche der Wassersäule                            |
| {\displaystyle \rho }                      | Dichte der Flüssigkeit                                        |
| {\displaystyle g}                          | Schwerebeschleunigung                                         |

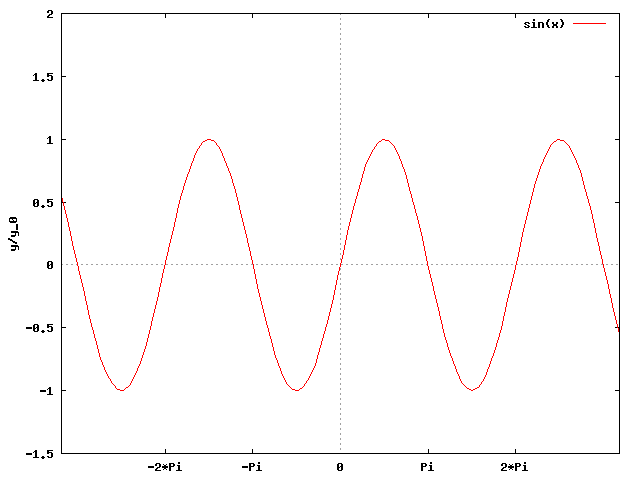
Verlauf der Auslenkung auf die Amplitude y_{0} normiert, Anfangsphase φ = 0 und x = ωt

Da die Wassersäule schwingt, verändert sich die Höhe der überstehenden Wassersäule in Abhängigkeit von der Zeit.
Dadurch verändert sich auch deren Masse und Gewichtskraft.
Zum Zeitpunkt {\displaystyle t} gilt dann:
{\displaystyle F(t)=-2y(t)A\cdot \rho \cdot g}.
Mit dem 2. Newtonschen Gesetz, {\displaystyle F(t)=m_{\mathrm {ges} }\cdot {\ddot {y}}(t)}, erhält man die Differentialgleichung
{\displaystyle -2y(t)A\rho g=m_{\mathrm {ges} }\cdot {\ddot {y}}(t)}
bzw.
{\displaystyle {\ddot {y}}(t)+{\frac {2A\rho g}{m_{\mathrm {ges} }}}\cdot y(t)=0}.
Die Lösung der Differentialgleichung ist eine harmonische Schwingung, die z. B. durch
{\displaystyle y(t)=y_{0}\sin(\omega t+\varphi )}
gelöst wird. Dabei entspricht {\displaystyle y_{0}} der Amplitude, {\displaystyle \omega =2\pi f} der Kreisfrequenz und {\displaystyle \varphi } die Phase der Schwingung.
Der Einfachheit halber wird mit einer Phasenverschiebung von {\displaystyle \varphi =0} gerechnet,
da der Anfangszeitpunkt der Schwingung frei gewählt werden kann.
Durch zweimaliges Ableiten und Einsetzen in die obige Gleichung ergibt sich:
{\displaystyle -\omega ^{2}y_{0}\sin(\omega t)+{\frac {2A\rho g}{m_{\mathrm {ges} }}}\cdot y_{0}\sin(\omega t)=0} , woraus folgt, dass
{\displaystyle \omega ^{2}={\frac {2A\rho g}{m_{\mathrm {ges} }}}}.
Dieses Ergebnis kann weiter vereinfacht werden, da {\displaystyle m_{\mathrm {ges} }=A\rho l}. Es folgt:
{\displaystyle \omega ^{2}={\frac {2g}{l}}} und somit ergibt sich die Kreisfrequenz zu {\displaystyle \omega ={\sqrt {\frac {2g}{l}}}}.
Für die Periodendauer der Schwingung gilt:
{\displaystyle T={\frac {2\pi }{\omega }}={\frac {2\pi }{\sqrt {\frac {2g}{l}}}}=2\pi {\sqrt {\frac {l}{2g}}}},
die Schwingungsdauer hängt also nur von der Länge der Wassersäule und der Gravitation ab.
Bei einer genaueren Behandlung sind die Reibung (Strömungswiderstand) mit der Wand des Rohres und die innere Reibung der Flüssigkeit zu betrachten, die beide die Schwingung dämpfen.